# Furniture Row Racing
Furniture Row Racing est une écurie NASCAR basée à Denver dans le Colorado et dirigée par Barney Visser.

## Parcours en NASCAR Cup Series
L'écurie débute en NASCAR Cup Series en 2005 mais ne remporte sa première course qu'en 2011 avec Regan Smith au volant de la Chevrolet no 78. En 2013, l'écurie fait courir Kurt Busch et se qualifie pour la première fois dans le chase. L'année suivante, Martin Truex Jr. prend la place de Busch. Il s'illustre en 2015 en atteignant la finale du championnat à Homestead-Miami Speedway. Il terminera finalement 4e.
En 2016, la Furniture Row Racing passe de Chevrolet à Toyota est engage une seconde voiture, la no 77, pilotée par Erik Jones. Truex remporte 4 courses.
En 2017, la no 78 de Truex remporte 8 courses ainsi que le championnat en fin d'année. Les difficultés extra-sportives de la Furniture Row, mène à se séparer de la 77, Erik Jones est alors accueilli chez Joe Gibbs Racing, et prend le volant de la 20 pour 2018. Année où Truex parvient une 2e fois de suite en finale et cède le titre à Joey Logano. La Furniture Row savait déjà qu'elle devait cesser son aventure, trop affectée par des drames extra-sportifs engendrant notamment des défauts de gestion financière.
Joe Gibbs Racing accueille Martin Truex Jr, Cole Pearn, son chef mécano et une bonne partie du pit crew et des mécaniciens. En ce début 2019, les résultats sportifs sont excellents.